# VPS4B
VPS4B (англ. Vacuolar protein sorting 4 homolog B) – білок, який кодується однойменним геном, розташованим у людей на короткому плечі 18-ї хромосоми. Довжина поліпептидного ланцюга білка становить 444 амінокислот, а молекулярна маса — 49 302.
| 10         |  | 20         |  | 30         |  | 40         |  | 50         |
| ---------- |  | ---------- |  | ---------- |  | ---------- |  | ---------- |
| MSSTSPNLQK |  | AIDLASKAAQ |  | EDKAGNYEEA |  | LQLYQHAVQY |  | FLHVVKYEAQ |
| GDKAKQSIRA |  | KCTEYLDRAE |  | KLKEYLKNKE |  | KKAQKPVKEG |  | QPSPADEKGN |
| DSDGEGESDD |  | PEKKKLQNQL |  | QGAIVIERPN |  | VKWSDVAGLE |  | GAKEALKEAV |
| ILPIKFPHLF |  | TGKRTPWRGI |  | LLFGPPGTGK |  | SYLAKAVATE |  | ANNSTFFSIS |
| SSDLVSKWLG |  | ESEKLVKNLF |  | QLARENKPSI |  | IFIDEIDSLC |  | GSRSENESEA |
| ARRIKTEFLV |  | QMQGVGVDND |  | GILVLGATNI |  | PWVLDSAIRR |  | RFEKRIYIPL |
| PEPHARAAMF |  | KLHLGTTQNS |  | LTEADFRELG |  | RKTDGYSGAD |  | ISIIVRDALM |
| QPVRKVQSAT |  | HFKKVRGPSR |  | ADPNHLVDDL |  | LTPCSPGDPG |  | AIEMTWMDVP |
| GDKLLEPVVS |  | MSDMLRSLSN |  | TKPTVNEHDL |  | LKLKKFTEDF |  | GQEG       |

A: Аланін

C: Цистеїн

D: Аспарагінова кислота

E: Глутамінова кислота

F: Фенілаланін

G: Гліцин

H: Гістидин

I: Ізолейцин

K: Лізин

L: Лейцин

M: Метіонін

N: Аспарагін

P: Пролін

Q: Глутамін

R: Аргінін

S: Серин

T: Треонін

V: Валін

W: Триптофан

Кодований геном білок за функціями належить до гідролаз, фосфопротеїнів. 
Задіяний у таких біологічних процесах, як транспорт, транспорт білків, клітинний цикл, поділ клітини, ацетилювання. 
Білок має сайт для зв'язування з АТФ, нуклеотидами. 
Локалізований у мембрані, ендосомах.